# Stienstrahearehuzinge

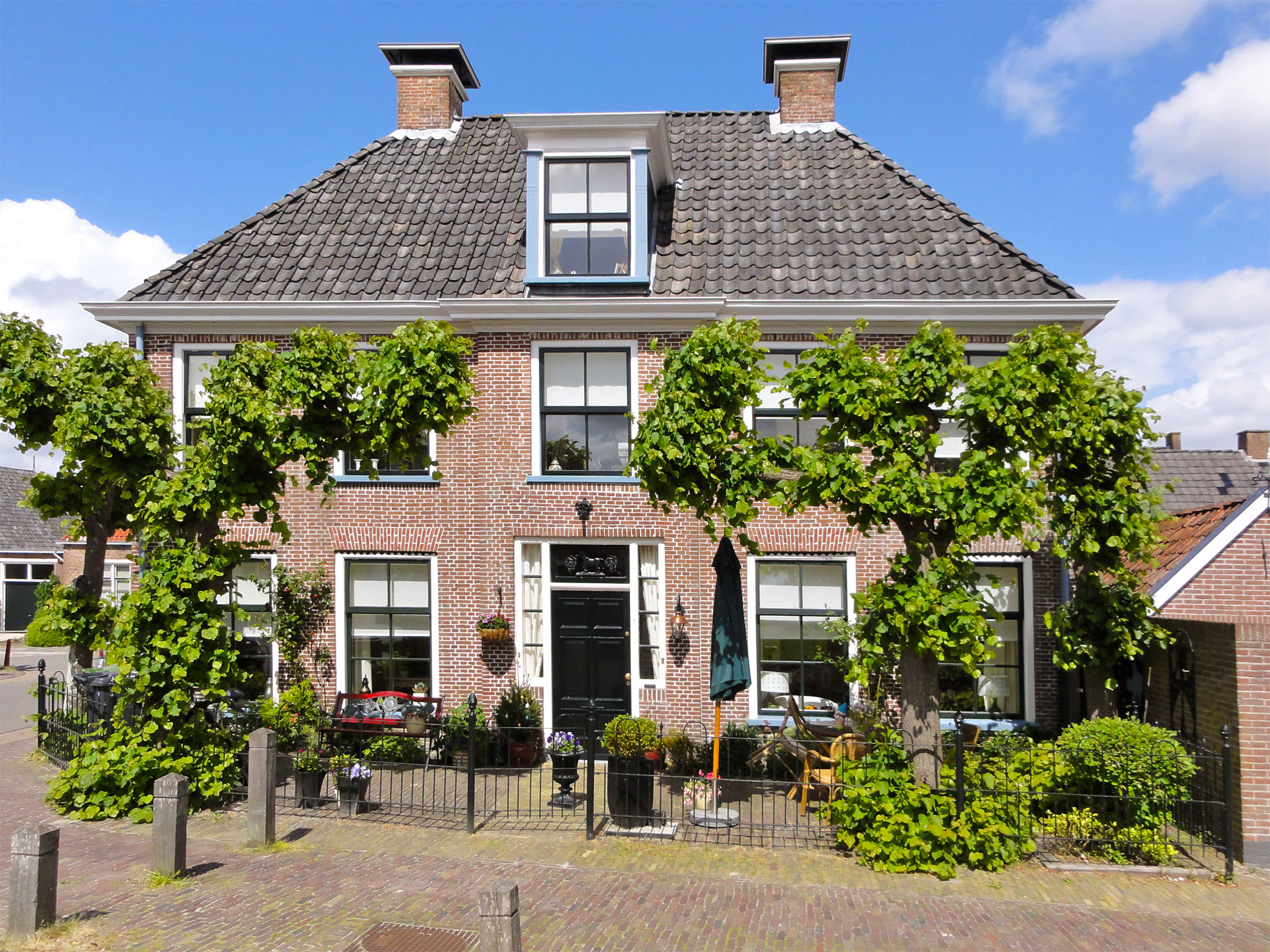
De Stienstrahearehuzinge aan Havenstraat 1 in Ferwerd

De Stienstrahearehuzinge is een monumentaal pand aan de Havenstraat 1 in de Friese plaats Ferwerd.

## Geschiedenis
De Stienstrahearehuzinge is gebouwd rond 1700. Van de oorspronkelijke bebouwing resteert nog een gedeelte van de zijmuren. Het pand werd aan het het einde van de 18e eeuw bewoond door de executeur van de grietenij Ferwerderadeel, Stienstra. Deze bood de woning, een moderne dwarshuizinge bij de aanlegplaats der schepen, in 1794 te koop aan. In die tijd beschikte de woning nog over een groot achterhuis, dat gebruikt werd voor de stalling van paarden en koeien. In de loop van de 19e eeuw werd het pand gekocht door een bakker. Het achterhuis diende als bakkerij en het voorhuis als plaatselijke herberg. Het bakkersvak is meer dan honderd jaar in dit pand beoefend. Het huis lag oorspronkelijk aan de haven van Ferwerd, die aan het eind van de 19e eeuw werd gedempt.
Het neoclassicistische pand werd in de zeventiger jaren van de 20e eeuw gerestaureerd en is erkend als rijksmonument. Na de restauratie heeft het pand een woonbestemming gekregen.